# Сражение при Хёхштадте (1800)
Сражение при Хёхштадте (нем. Schlacht bei Höchstädt) — ряд боёв 19 июня 1800 года во время французских революционных войн между армией Французской республики и войсками Габсбургской монархии у Блиндхайма, Швеннингена, Диллингена и Гундельфингена после переправы армии генерала Моро через Дунай.

## Перед сражением
Ульм блокировал беспрепятственный доступ французов в Баварию и заблокировал основные силы Рейнской армии Моро, потому что в крепости Ульм на Дунае фельдмаршал-лейтенант Край сосредоточил большую часть австрийских регулярных войск, вюртембергский контингент и припасы, а в нескольких пунктах к востоку от реки разместил силы для защиты тамошних переправ и для разборки, в случае необходимости, каменных мостов через реку. Несколько мостов пересекали Дунай между Ульмом и Донаувёртом.
Моро решил всеми силами произвести фланговое движение вправо и перейти через Дунай у Донаувёрта и Диллингена, чтобы угрожать коммуникациям Края и выманить последнего из Ульма. 10 июня начались передвижения французской армии в направлении между Ульмом и Донаувёртом. Корпус Лекурба подошел к Дунаю напротив Деттингена, Блиндхайма и Хёхштадта. Корпус генерала Гренье развернулся правым флангом у Дуная и Гюнцбурга, а левым у Кинсдорфа. Генерал Ришпанс защищал оба берега Иллера, прикрывая дорогу от Ульма на юг до Меммингена, и обеспечивал сообщение со Швейцарией. Три резервные дивизии должны были поддержать атаку генерала Лекурба на Ульм, если она увенчается успехом, или атаку Гренье на Гинцбург, если у Лекурба будет неуспех.
Край не понял намерений Моро и по-прежнему оставался в Ульме, только посылая незначительные подкрепления Стараю, который составлял левое крыло австрийской армии и, желая защитить переправы через Дунай между Гюнцбургом и Донаувёртом, растянул свой корпус на значительном протяжении и раздробил его на части. Австрийцы разрушили все деревянные мосты от Ульма до Донаувёрта. У французов не было ни лодок, ни понтонов, чтобы переправиться через реку.
18 июня корпус Лекурба произвел несколько безуспешных атак у каменных мостов в Диллингене, Лауингене, Хёхштадте и Донаувёрте. Австрийцы при поддержке баварцев и вюртембергцев отбили все попытки французов форсировать Дунай, опустошая их ряды артогнем вплоть до вечера, в результате чего французские ряды понесли большие потери убитыми и ранеными. В это время разведчики бригадного генерала Путо доложили, что разрушенные мосты в Гремсхейме и Блиндхайме скорее всего можно будет починить. Поэтому на следующий день, 19 июня, Лекурб наметил там переправу.

## Переправа у Блиндхайма
Канонада возобновилась в 3 часа ночи 19 июня, и примерно в это время генералы Гюден и Монришар перебрасывали свои дивизии за лес напротив Блиндхайма. В 5 утра приготовления были закончены. После непродолжительной канонады австрийцы оставили свои оборонительные посты в Блиндхайме и Гремхайме. После этого небольшая группа солдат, примерно из 80 человек, сняв с себя одежду и погрузив её и оружие на небольшие плоты, переплыла Дунай и на другой стороне завладела двумя пушками у противника. Здесь они удерживали свои позиции, пока артиллеристам не удалось перебраться по обломкам моста в Гремсхайме и поддержать их. Сапёры восстановили мост под огнем австрийцев, что позволило двум батальонам, а затем полубригаде, переправиться через реку и почти без сопротивления завладеть Блиндхаймом и Гренхаймом. Слабый отряд вюртембергцев, посланный генералом бароном де Во, были обойден, разбит и преследовался до Ридлингена.

## Бой за Швеннинген
Тем временем Антон Старай собрал свой армейский корпус, стоявший вдоль Дуная справа до Гюнцбурга и слева до Гремхейма, в мощную массу. Его резервные войска бросились из Донаувёрта и Диллингена, чтобы атаковать переправы. Чтобы предотвратить слияние этих двух корпусов, генерал Лекурб немедленно занял Швеннинген, который защищал вюртембергский батальон. В этой деревне, расположенной ближе к склонам долины Дуная, французская пехота могла занять выгодное положение; подошедшие австрийцы несколько раз брали его и снова теряли, пока около полудня, после третьего штурма, французы наконец не вышли победителями и в итоге взяли 2500 пленных, десять пушек, четыре флага.
Бригада генерала Лаваля преследовала австрийцев, бежавших в беспорядке, и в 12 часов начала атаку на Донаувёрт, чтобы выбить оттуда генерал-майора барона де Во с отрядом в 1900 человек. Но вюртембергцы оказали сопротивление и благодаря своим 36 пушкам продержались до ночи.

## Бой у Диллингена
Тем временем генералы Монришар и Гюден продвигали свои дивизии из Блиндхейма на запад. Австрийцы отступали из Хёхштедта в Диллинген. Пехота шла вдоль Дуная, где ее фронт прикрывали рощи, а левое крыло — кавалерия. Французы настигли левый фланг противника. Кавалерийская бригада Мерлена (кирасиры) промчалась через деревню Шретцхайм и атаковала австрийскую кавалерию, вызвав в её рядах панику и бегство, что оставило без прикрытия 3000 пехотинцев. Их колонна хотела укрыться в рвах Диллингена, но кирасиры окружили их. 1800 человек сдались. Оставшихся солдат преследовали до Гундельфингена. После того как были восстановлены мосты в Диллингене и Лауингене, по ним генерал Моро лично повел дивизии Декана и Гранжана на левый берег Дуная. Соединившись с Лекурбом он начал атаку на Гундельфинген.

## Бой у Гундельфингена
Сразу же после того, как Краю сообщили о переправе французов, он спешно послал генерал-майора Клинглина с многочисленным кавалерийским корпусом к Гундельфингену. Клинглин построил свой корпус в две большие линии. 8000 австрийцев выстроились тылом к Бренцу, и их артиллерия начала обстрел. Французская кавалерийская атака эшелонами, поддержанная на флангах артиллерией, началась около 8 часов вечера. Австрийская кавалерия контратаками отбила несколько попыток французов и даже заставила их отступить. Кавалерийские и пехотные бои продолжались до 23:00 и окончился победой французов. Остатки дивизий Риша, Клинглина и Байе оставили свои позиции победителям, и Старай отвел своих оставшихся солдат на правый берег Бренца в Зонтхейм-ан-дер-Бренц и Гинген-ан-дер-Бренц. 
Поддержка, отправленная Краем в Гундельфинген (три дивизии и бригада) прибыли (частью вечером, частью ночью) только после потери названного места и должны были довольствоваться защитой Старая от дальнейшего преследования. За бой в этот день австрийцы отчитались о 47 убитых, 160 раненых и 1978 пленных.

## Результаты
На другой день семь французских дивизий уже находились на левом берегу Дуная. Как только французы захватили берега Дуная вниз по течению, у Края не было другого выбора, кроме как эвакуировать свой корпус из Ульма, оставив лишь небольшой гарнизон, и отступить через Нересгейм на Нёрдлинген. Французы немедленно заняли крепость Ульм. Несколько дней спустя общее перемирие остановило все боевые действия.